# Bill Condon
William "Bill" Condon, född 22 oktober  1955, är en amerikansk manusförfattare och filmregissör. 

## Filmer
Condon har skrivit och regisserat bland annat Gods and Monsters (1998), Kinsey (2004) och Dreamgirls (2006). Han har även regisserat nyinspelningen av Skönheten och odjuret (2017).